# Hypoxylon sclerophaeum
Hypoxylon sclerophaeum är en svampart som beskrevs av Berk. & M.A. Curtis 1853. Hypoxylon sclerophaeum ingår i släktet Hypoxylon och familjen kolkärnsvampar.   Inga underarter finns listade i Catalogue of Life.